# إلدريج (ميزوري)
إلدريج (بالإنجليزية: Eldridge)‏ هي إحدى المجتمعات الفردية (غير مصنفة) في ولاية ميزوري في الولايات المتحدة الأمريكية.